# Ludwig Heßdörfer

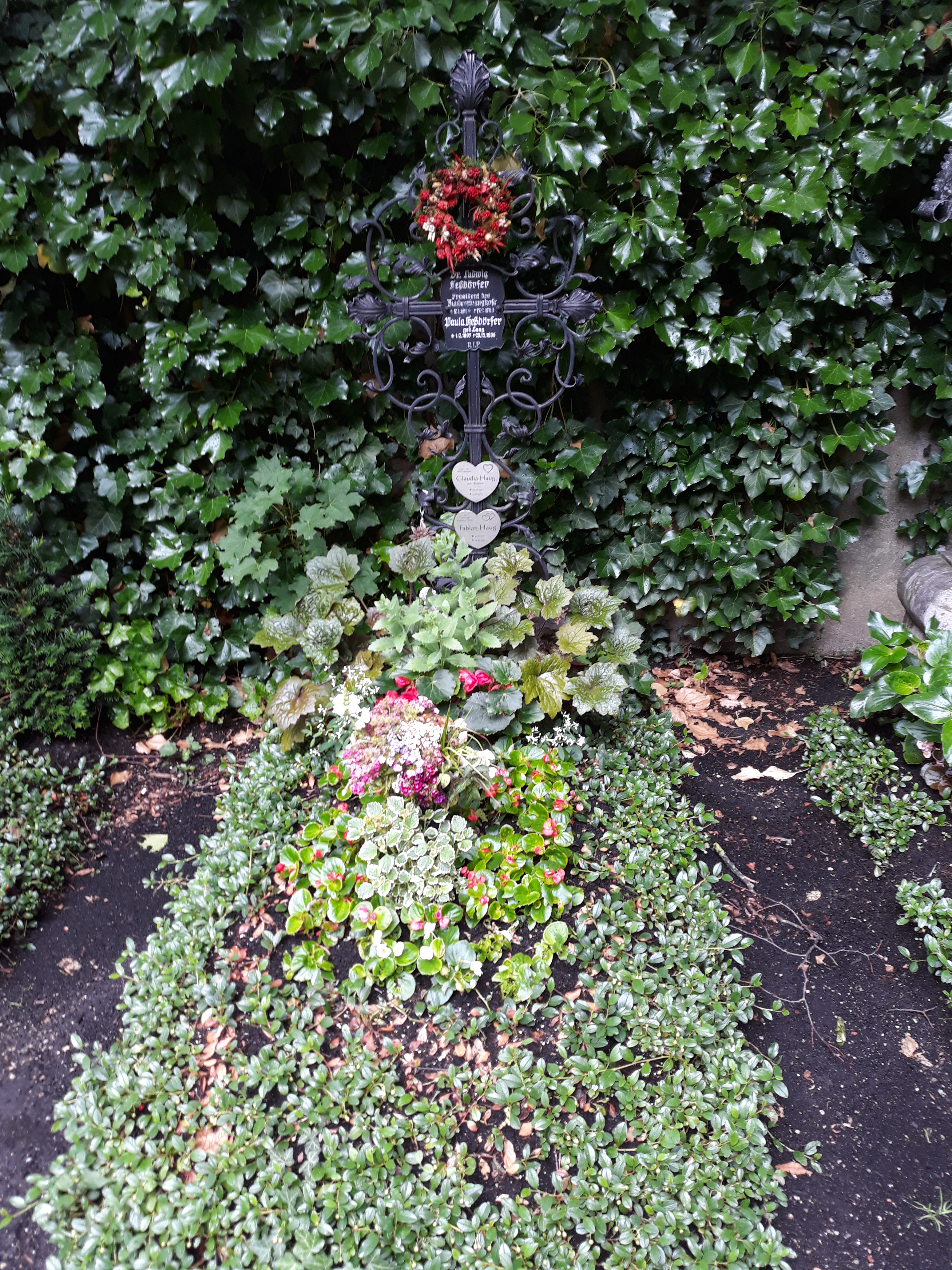
Das Familiengrab von Ludwig Heßdörfer auf dem Bogenhausener Friedhof in München.

Ludwig Heßdörfer (* 2. Januar 1894 in Erlabrunn; † 17. Februar 1988 in München) war ein deutscher Richter und Präsident des Bundesfinanzhofes.

## Biografie
Nach dem Besuch eines Humanistischen Gymnasiums studierte er Rechtswissenschaften in Würzburg und nahm nach der Promotion zum Dr. jur. am Ersten Weltkrieg teil. Während seines Studiums trat er der katholischen Studentenverbindung W.K.St.V Unitas Bavaria bei.
Nach Ablegung des Staatsexamens 1922 trat er 1923 in die Finanzverwaltung ein und war nach dem Ende des Zweiten Weltkrieges zwischen 1945 und 1946 Gutachter beim Bundesministerium für Finanzen von Österreich. Nach einer anschließenden Tätigkeit bei einer Treuhandgesellschaft in München wurde er 1947 zunächst Mitarbeiter der Oberfinanzdirektion München und anschließend zwischen 1948 und 1952 des Bayerischen Staatsministeriums der Finanzen. Dort war er zunächst Referent für Währungsfragen und bald darauf Ministerialrat und Leiter der Steuerabteilung.
1952 erfolgte seine Ernennung zum Präsidenten der Oberfinanzdirektion Nürnberg. Allerdings wechselte er bereits 1953 in das Bundesministerium der Finanzen in Bonn und wurde dort zum Ministerialdirektor befördert und Leiter der Abteilung I (Personal, Organisation, Allgemeine Verwaltung, Recht des öffentlichen Dienstes).
Am 1. März 1955 wurde Ludwig Heßdörfer als Nachfolger von Hans Müller Präsident des Bundesfinanzhofs. Dieses Amt bekleidete er bis zum 31. Januar 1962.
Am 16. Januar 1961 wurde ihm der Bayerische Verdienstorden verliehen.
Zuletzt war er 1965 für einige Zeit Beauftragter der Bundesregierung für die Weltverkehrsausstellung in München.
Ludwig Heßdörfer war verheiratet mit Paula Heßdörfer, geborene Lang. Die Tochter des Ehepaar war die am 26. Juli 1925 in Speyer geborene Journalistin Marlen Brennecke.